# Florent Batta
Florent Batta (14 giugno 1980) è un arbitro di calcio francese.

## Carriera
Compie l'esordio tra i professionisti il 17 agosto 2010, arbitrando la partita di Ligue 2 tra Châteauroux e Le Havre.
L'11 agosto 2018 debutta in Ligue 1, dirigendo l'incontro tra Montpellier e Digione.